# Biaki lesőmadár
A biaki lesőmadár (Tanysiptera riedelii) a madarak osztályának szalakótaalakúak (Coraciiformes) rendjébe, ezen belül a  jégmadárfélék (Alcedinidae) családjába tartozó faj.

## Rendszerezése
A fajt Jules Verreaux francia ornitológus írta le 1866-ban.

## Előfordulása
Délkelet-Ázsiában, Indonéziához tartozó Biak szigetén honos. A természetes élőhelye szubtrópusi és trópusi síkvidéki esőerdők, valamint folyók és patakok környéke. Állandó nem vonuló faj.

## Megjelenése
Testhossza 37 centiméter, testtömege 55-72 gramm. A feje, valamint a felső részei fényes türkizkékek. Az alsó részei fehérek. A két középső farok tolla nagymértékben meghosszabbodott.